# Tamallalt
Tamallalt (che nella lingua berbera significa "bianca"), è una città del Marocco, nella provincia di El Kelâat Es-Sraghna, nella regione di Marrakech-Safi.
La città è anche conosciuta come Tāmallālt.